# QTS-11
QTS-11은 중국에서 개발한 차기 복합형 소총으로, 5.8mm 자동소총과 20mm 공중폭발탄 발사기를 이중 총열화시켜서 설계된 복합형 소총이다.

## 같이 보기
- XM29 OICW
- XM25 IAWS
- K11 복합형소총